# کیت اتکینسون
کیت اتکینسون (انگلیسی: Kate Atkinson؛ زادهٔ ۲۰ دسامبر ۱۹۵۱) یک فیلم‌نامه‌نویس، نویسنده، رمان‌نویس، نمایش‌نامه‌نویس، روزنامه‌نگار، و پدیدآور زاده شهر یورک انگلستان است.
او دانش‌آموخته رشته ادبیات انگلیسی در مقطع ارشد از دانشگاه داندی در اسکاتلند است و در مقطع دکترا بر روی ادبیات آمریکایی با موضوع متن‌های تاریخی در ادبیات پسامدرن داستان‌های کوتاه آمریکایی کار کرده است. کیت اتکینسون در سال ۲۰۱۱ به درجه عضو رتبه امپراتوری بریتانیا (MBE) نائل شد.
اتکینسون در ۱۹۹۵ با نگارش کتاب پشت صحنه‌های موزه به شهرتی قابل توجه دست یافت که در همان سال جایزه ادبی کاستا بوک سال ۱۹۹۵ را از آن خود کرد. در سال ۲۰۱۳ نیز با نگارش کتاب زندگی پس از زندگی نامزد دریافت دو جایزه جشنواره جایزه ادبیات داستانی زنان و کاستا بوک بود که نتوانست این جوایز را به‌دست آورد.